# Bahnstrecke Thionville–Trier
| Die Obermoselstrecke bei Nittel | |                                                                     |                                                                     |
| | |                                                                     |                                                                     |
| Streckennummer (DB): | 3010 (Trier – Perl Grenze)                                                                                    |                                                                     |                                                                     |
| Streckennummer (SNCF): | 178 000 |                                                                     |                                                                     |
| Kursbuchstrecke (DB): | 263e (1944) 263e (Trier Hbf – Perl 1946) 248r, 263a, 265 (Trier Hbf – Karthaus 1946) 692                      |                                                                     |                                                                     |
| Kursbuchstrecke (SNCF): | 152 |                                                                     |                                                                     |
| Kursbuchstrecke: | 2 (TER Lorraine)                                                                                              |                                                                     |                                                                     |
| Streckenlänge: | 70,1 km |                                                                     |                                                                     |
| Spurweite: | 1435 mm (Normalspur)                                                                                          |                                                                     |                                                                     |
| Stromsystem: | DB: 15 kV 16,7 Hz~ SNCF: 25 kV 50 Hz ~                                                                        |                                                                     |                                                                     |
| Streckengeschwindigkeit: | 120 km/h |                                                                     |                                                                     |
| Zweigleisigkeit: | durchgehend außer Karthaus Mitte–Karthaus West/Konz Mitte (Nitteler Tunnel eingleisig innerhalb des Bahnhofs) |                                                                     |                                                                     |
| | |                                                                     |                                                                     |
| Betriebsstellen und Strecken | |                                                                     |                                                                     |
| \| \| \| Moselstrecke von Koblenz \| \| \| \| \| ehem. Moselbahn von Bullay \| \| \| \| \| ehem. Hochwaldbahn von Hermeskeil \| \| \| \| 111,6 \| Trier Hbf \| 136 m \| \| \| 113,3 \| Trier Süd \| Trier Süd \| \| \| \| B 268 \| \| \| \| 118,3 \| Karthaus \| Karthaus \| \| \| \| Saarstrecke nach Saarbrücken \| \| \| \| \| nach DB Netz Brückenlager (früher Bw/AW Karthaus) \| \| \| \| 119,6 \| Karthaus Mitte (Abzw) \| Karthaus Mitte (Abzw) \| \| \| \| zur Trierer Weststrecke \| \| \| \| \| Verbindung Trierer Weststrecke ↔ Saarstrecke \| \| \| \| 120,1 \| Konz West (bis 2001) \| Konz West (bis 2001) \| \| \| \| von Trierer Weststrecke \| \| \| \| 120,3 \| Karthaus West/Konz Mitte (Bft) \| Karthaus West/Konz Mitte (Bft) \| \| \| \| B 51 \| \| \| \| \| Saar \| \| \| \| \| ehem. zur Hindenburgbrücke nach Igel (1912–1945) \| \| \| \| 123,4 \| Wasserliesch \| Wasserliesch \| \| \| 125,3 \| Oberbillig \| Oberbillig \| \| \| 129,9 \| Temmels \| Temmels \| \| \| 132,2 \| Wellen (Mosel) \| Wellen (Mosel) \| \| \| \| Nitteler Tunnel (644 m) \| \| \| \| 135,0 \| Nittel \| Nittel \| \| \| 140,7 \| Wincheringen \| 142 m \| \| \| 144,6 \| Wehr (Mosel) \| Wehr (Mosel) \| \| \| 148,2 \| Palzem \| Palzem \| \| \| \| Landesgrenze Rheinland-Pfalz/Saarland \| \| \| \| 151,7 \| Nennig \| Nennig \| \| \| 153,5 \| Nennig CSL (Anst) \| Nennig CSL (Anst) \| \| \| 155,2 \| Besch \| Besch \| \| \| \| A 8 \| \| \| \| 159,0 \| Perl \| Perl \| \| \| \| \| \| \| \| 159,5 22,2 \| Perl Grenze Systemwechselstelle Staatsgrenze Deutschland/Frankreich \| Perl Grenze Systemwechselstelle Staatsgrenze Deutschland/Frankreich \| \| \| \| \| \| \| \| 21,1 \| Apach \| 152 m \| \| \| 18,0 \| Sierck-les-Bains (ehem. Sierck) \| Sierck-les-Bains (ehem. Sierck) \| \| \| 12,4 \| Malling (ehem. Mallingen) \| Malling (ehem. Mallingen) \| \| \| 8,9 \| Kœnigsmacker (ehem. Königsmachern) \| Kœnigsmacker (ehem. Königsmachern) \| \| \| 4,6 \| Basse-Ham (ehem. Niederham) \| Basse-Ham (ehem. Niederham) \| \| \| \| Strecke von Völklingen \| \| \| \| \| Strecke von Luxemburg \| \| \| \| 0,0 \| Thionville (ehem. Diedenhofen) \| Thionville (ehem. Diedenhofen) \| \| \| \| Strecke nach Metz \| \| | |                                                                     |                                                                     |
| Strecke | | Moselstrecke von Koblenz                                            | Moselstrecke von Koblenz                                            |
| Abzweig geradeaus und ehemals von links | | ehem. Moselbahn von Bullay                                          | ehem. Moselbahn von Bullay                                          |
| Abzweig geradeaus und ehemals von links | | ehem. Hochwaldbahn von Hermeskeil                                   | ehem. Hochwaldbahn von Hermeskeil                                   |
| Bahnhof | 111,6 | Trier Hbf                                                           | 136 m                                                               |
| Haltepunkt / Haltestelle | 113,3 | Trier Süd                                                           | Trier Süd                                                           |
| Strecke mit Straßenbrücke | | B 268                                                               | B 268                                                               |
| Bahnhof | 118,3 | Karthaus                                                            | Karthaus                                                            |
| Abzweig geradeaus und nach links | | Saarstrecke nach Saarbrücken                                        | Saarstrecke nach Saarbrücken                                        |
| Abzweig geradeaus und nach links | | nach DB Netz Brückenlager (früher Bw/AW Karthaus)                   | nach DB Netz Brückenlager (früher Bw/AW Karthaus)                   |
| Blockstelle | 119,6 | Karthaus Mitte (Abzw)                                               | Karthaus Mitte (Abzw)                                               |
| Abzweig geradeaus und nach rechts | | zur Trierer Weststrecke                                             | zur Trierer Weststrecke                                             |
| Kreuzung geradeaus unten | | Verbindung Trierer Weststrecke ↔ Saarstrecke                        | Verbindung Trierer Weststrecke ↔ Saarstrecke                        |
| ehemaliger Haltepunkt / Haltestelle | 120,1 | Konz West (bis 2001)                                                | Konz West (bis 2001)                                                |
| Abzweig geradeaus und von rechts | | von Trierer Weststrecke                                             | von Trierer Weststrecke                                             |
| Bahnhof | 120,3 | Karthaus West/Konz Mitte (Bft)                                      | Karthaus West/Konz Mitte (Bft)                                      |
| Strecke mit Straßenbrücke | | B 51                                                                | B 51                                                                |
| Brücke über Wasserlauf | | Saar                                                                | Saar                                                                |
| Abzweig geradeaus und ehemals nach rechts | | ehem. zur Hindenburgbrücke nach Igel (1912–1945)                    | ehem. zur Hindenburgbrücke nach Igel (1912–1945)                    |
| Haltepunkt / Haltestelle | 123,4 | Wasserliesch                                                        | Wasserliesch                                                        |
| Haltepunkt / Haltestelle | 125,3 | Oberbillig                                                          | Oberbillig                                                          |
| Haltepunkt / Haltestelle | 129,9 | Temmels                                                             | Temmels                                                             |
| Bahnhof | 132,2 | Wellen (Mosel)                                                      | Wellen (Mosel)                                                      |
| Tunnel | | Nitteler Tunnel (644 m)                                             | Nitteler Tunnel (644 m)                                             |
| Haltepunkt / Haltestelle | 135,0 | Nittel                                                              | Nittel                                                              |
| Bahnhof | 140,7 | Wincheringen                                                        | 142 m                                                               |
| Haltepunkt / Haltestelle | 144,6 | Wehr (Mosel)                                                        | Wehr (Mosel)                                                        |
| Haltepunkt / Haltestelle | 148,2 | Palzem                                                              | Palzem                                                              |
| Grenze | | Landesgrenze Rheinland-Pfalz/Saarland                               | Landesgrenze Rheinland-Pfalz/Saarland                               |
| Haltepunkt / Haltestelle | 151,7 | Nennig                                                              | Nennig                                                              |
| Blockstelle | 153,5 | Nennig CSL (Anst)                                                   | Nennig CSL (Anst)                                                   |
| Haltepunkt / Haltestelle | 155,2 | Besch                                                               | Besch                                                               |
| Strecke mit Straßenbrücke | | A 8                                                                 | A 8                                                                 |
| Bahnhof | 159,0 | Perl                                                                | Perl                                                                |
| | |                                                                     |                                                                     |
| Grenze | 159,5 22,2 | Perl Grenze Systemwechselstelle Staatsgrenze Deutschland/Frankreich | Perl Grenze Systemwechselstelle Staatsgrenze Deutschland/Frankreich |
| | |                                                                     |                                                                     |
| Bahnhof | 21,1 | Apach                                                               | 152 m                                                               |
| Bahnhof | 18,0 | Sierck-les-Bains (ehem. Sierck)                                     | Sierck-les-Bains (ehem. Sierck)                                     |
| Haltepunkt / Haltestelle | 12,4 | Malling (ehem. Mallingen)                                           | Malling (ehem. Mallingen)                                           |
| Bahnhof | 8,9 | Kœnigsmacker (ehem. Königsmachern)                                  | Kœnigsmacker (ehem. Königsmachern)                                  |
| Bahnhof | 4,6 | Basse-Ham (ehem. Niederham)                                         | Basse-Ham (ehem. Niederham)                                         |
| Abzweig geradeaus und von links | | Strecke von Völklingen                                              | Strecke von Völklingen                                              |
| Abzweig geradeaus und von rechts | | Strecke von Luxemburg                                               | Strecke von Luxemburg                                               |
| Bahnhof | 0,0 | Thionville (ehem. Diedenhofen)                                      | Thionville (ehem. Diedenhofen)                                      |
| Strecke | | Strecke nach Metz                                                   | Strecke nach Metz                                                   |

Die Bahnstrecke Thionville–Trier (auch Obermoselstrecke oder Obere Moseltalbahn) verbindet das Mittelzentrum Thionville in Lothringen (Frankreich) mit dem Oberzentrum Trier in Rheinland-Pfalz (Deutschland). Dabei wird für wenige Kilometer der westlichste Teil des Saarlandes an der Obermosel durchfahren.

## Geschichte

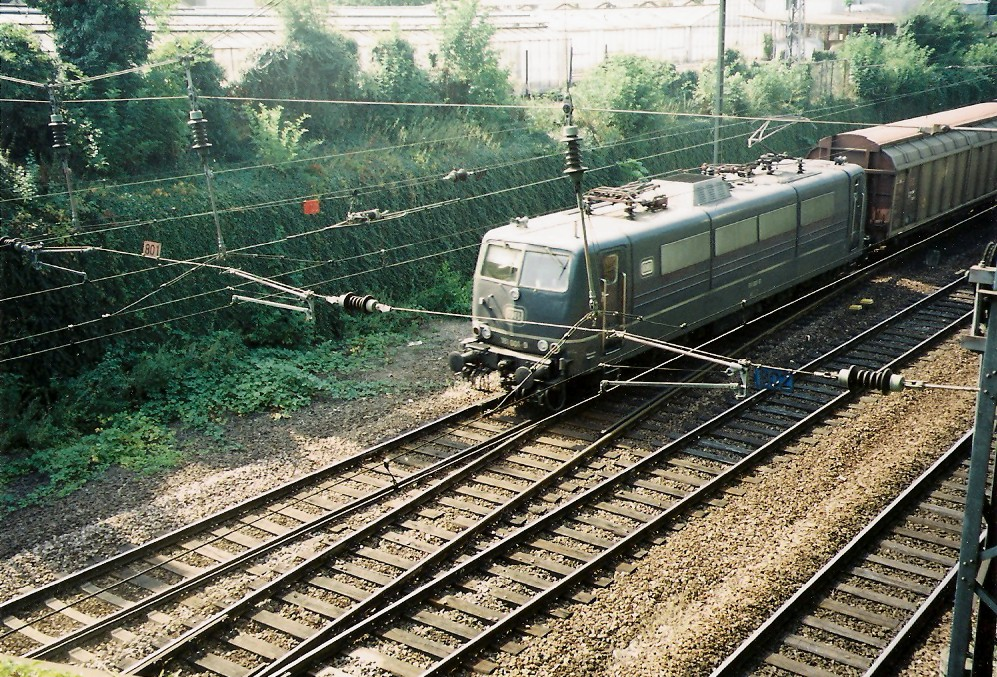
181 001 mit einem Güterzug aus Apach im September 1998

Die Strecke wurde am 15. Mai 1878 aus Richtung Metz für den Verkehr freigegeben. In Trier traf sie auf die 1861 fertiggestellte Verbindung nach Luxemburg und die 1871 in Betrieb genommene Eifelstrecke von Köln. Die Strecke endete in Ehrang und führte ab Konz über die Trierer Weststrecke, weil damals Trier West noch der Hauptbahnhof der Stadt war. Erst ein Jahr später, mit Fertigstellung der Strecke nach Koblenz, ist der Hauptbahnhof an seinen jetzigen Ort verlegt worden. Die beiden heute saarländischen Bahnhöfe Nennig und Perl wurden erst 1927 bzw. 1929 gebaut.
Die Bahnstrecke war Teil der Kanonenbahn Berlin–Metz.
Der im Saarland liegende Abschnitt der Strecke zwischen der Gemarkungsgrenze von Nennig im Norden und der französischen Staatsgrenze bei Perl im Süden bildete im Saarland einen Inselbetrieb, hatte also keine Schienenverbindung zum übrigen Netz der Eisenbahnen des Saarlandes. Er wurde deshalb bis zum Beitritt des Saarlandes zur Bundesrepublik Deutschland zum 1. Januar 1957 von der Société nationale des chemins de fer français (SNCF) betrieben. 
Bereits 1960 wurde der Abschnitt zwischen Thionville und Apach elektrifiziert, 1974 zwischen Apach und Karthaus. 
In den Jahren 2009 / 2010 wurde der Nitteler Tunnel saniert und der zuvor zweigleisige Abschnitt auf ein Gleis reduziert. Dies sparte nach Angaben der Bahn 6 Millionen Euro des im Übrigen knapp 30 Millionen Euro teuren Projekts und geschah trotz wiederholter Proteste der Wirtschaftsministerien von Rheinland-Pfalz und des Saarlandes sowie des lothringischen Interregionalen Parlamentarierrats (IPR).

## Strecke
Die Strecke ist durchgängig elektrifiziert und mit Ausnahme des Abschnittes Karthaus Mitte–Karthaus West/Konz Mitte zweigleisig. Außerdem liegt auf einem etwa 1,2 km langen Abschnitt durch den Nitteler Tunnel, der sich innerhalb des Bahnhofs Wellen (Mosel) befindet, nur ein Gleis. Sie zweigt in Thionville von der Hauptstrecke Metz–Luxemburg ab und verläuft weitestgehend entlang der Mosel. Daher hat sie nur ein sehr geringes Gefälle. Größere Brücken sind als Kunstbauten nicht vorhanden. Zwei Drittel der Strecke liegen heute in Deutschland; für ein Drittel ist die französische Betreiberfirma TER Grand Est verantwortlich. Die Züge auf deutscher Seite werden als RB 82 bezeichnet. Die Stationen liegen in den beiden Bundesländern in unterschiedlichen Verkehrsverbünden. Im Raum Trier (bis zur Landesgrenze) gehören sie zum Verkehrsverbund Region Trier (VRT); die drei Stationen im Saarland sind Teil des Saarländischen Verkehrsverbunds (SaarVV).

## Verkehr

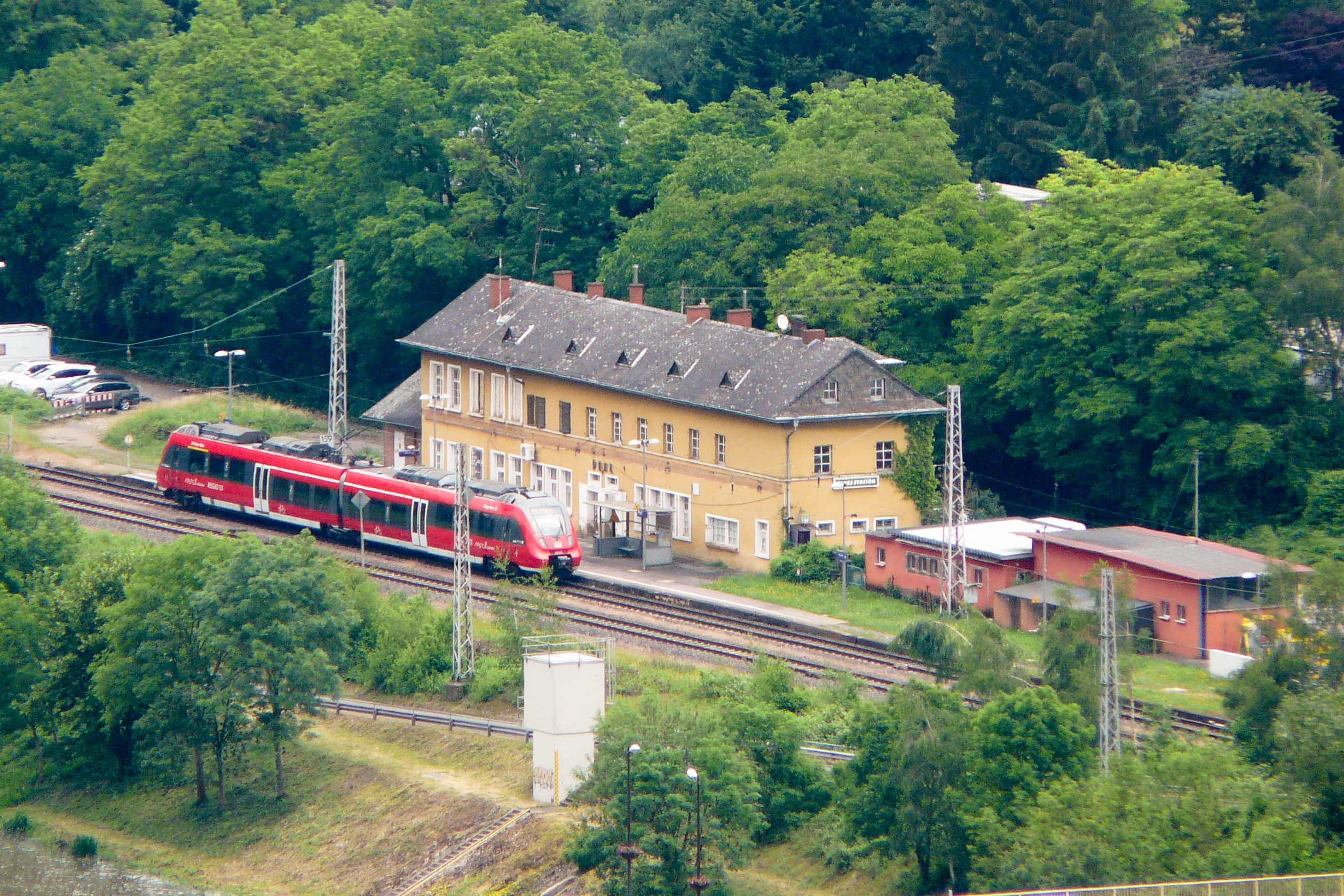
Zwischen Trier und Perl verkehrender DB-Triebwagen im Bahnhof Perl

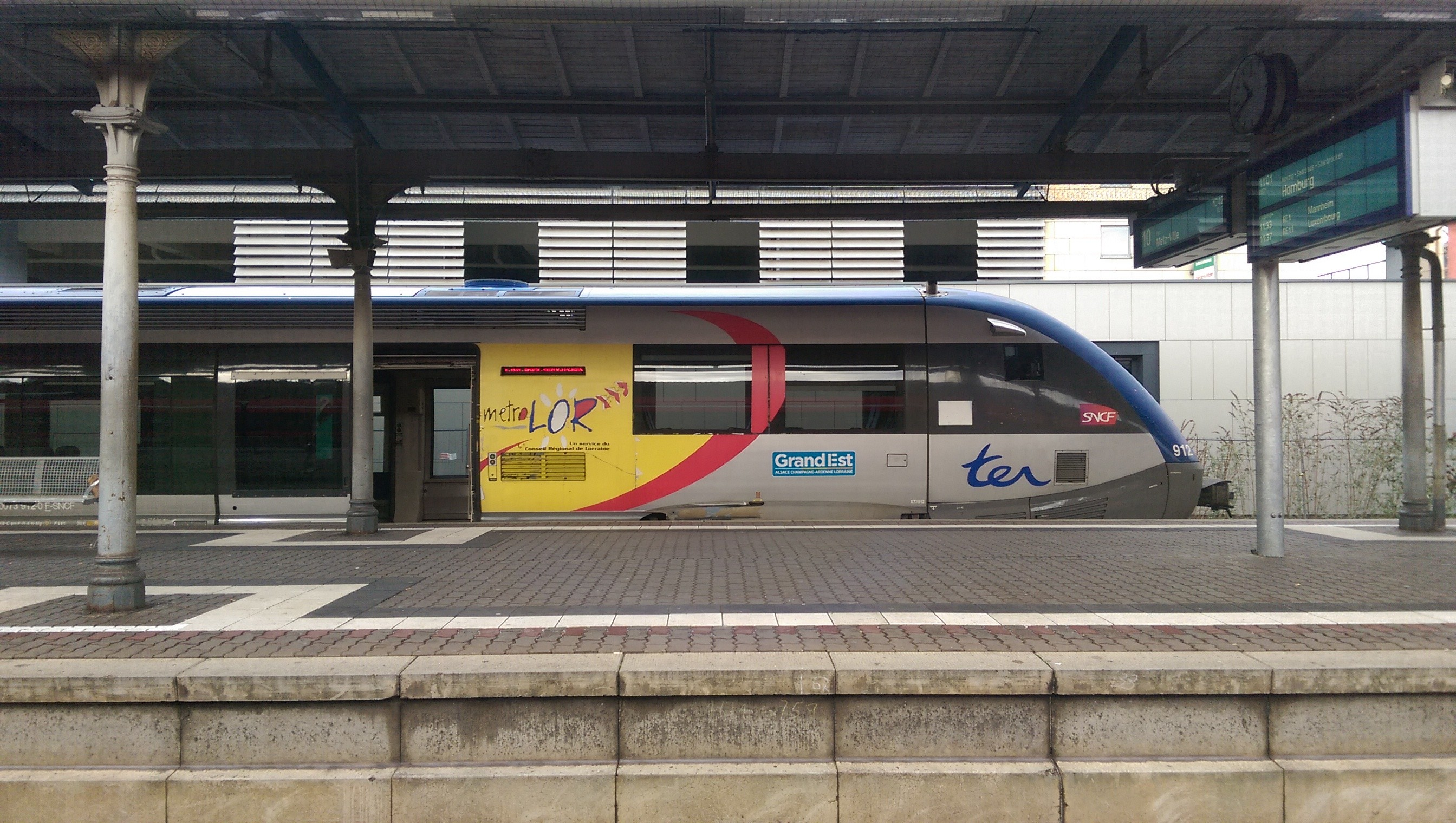
Am Wochenende zwischen Trier und Metz verkehrender SNCF-Triebwagen in Trier Hbf

Auf dem Abschnitt Trier–Perl (Obermoselstrecke) verkehren stündlich Regionalbahnen. 
Im Juni 2007 ist der grenzüberschreitende Schienenpersonennahverkehr wieder aufgenommen worden, allerdings nur mit zwei Zugpaaren an Samstagen, Sonntagen und an Feiertagen. Zuvor wurde der lediglich ein Kilometer lange Abschnitt zwischen den jeweiligen Grenzbahnhöfen Perl im Saarland und Apach in Lothringen nicht im Personenverkehr bedient. Beide Bahnhöfe waren Endstationen für alle Personenzüge aus dem jeweiligen Land. Befahren werden die beiden Zugpaare der Linie RE 16 mit Dieseltriebzügen vom Typ Alstom Coradia A TER.
Nach den Planungen zum Rheinland-Pfalz-Takt 2015 aus dem Jahr 2008 sollten alle RB ab dem Fahrplanwechsel im Dezember 2014 von Perl bis Thionville verlängert werden. Wegen Problemen bei der Umrüstung der auf der RB-Linie eingesetzten Elektrotriebwagen der Baureihe ET 442 zum Mehrsystemfahrzeug wurde Mitte 2012 das Vorhaben verworfen und stattdessen das Ziel verfolgt, das Angebot der Linie RE 16 von den zwei Zugpaaren am Wochenende auf fünf bis sechs Zugpaare auszubauen.
Die wenigen noch verkehrenden Züge auf französischer Seite zwischen Thionville und Apach wurden zum Dezember 2013 durch Busse ersetzt.
Im August 2018 hat der für den deutschen Teil der Strecke zuständige Zweckverband SPNV Nord beschlossen, ab 2024 gemeinsam mit der SNCF täglich alle zwei Stunden einen Regionalexpress zwischen Trier und Metz verkehren zu lassen. Gefahren werden diese Züge mit zweisystemfähigen Alstom Coradia Polyvalent, welche von der französischen Region Grand Est angeschafft werden und vom Saarland und von Rheinland-Pfalz kofinanziert werden. Im Jahr 2023 wurde verlautbart, dass ab Dezember 2024 zunächst für 2024/25 ein Übergangsfahrplan gelten soll und der Zweistundentakt erst ab 2026 gefahren wird. Später soll dieser dann zu einem Stundentakt verdichtet werden. Im Herbst 2024 wurde bekanntgegeben, dass die regelmäßige grenzüberschreitende Verbindung nicht vor 2027 startet. Als Gründe wurden unter anderem ein verzögertes Vergabeverfahren und eine noch fehlende Werkstatt für die neu einzusetzenden Züge genannt.

## Fahrzeugeinsatz

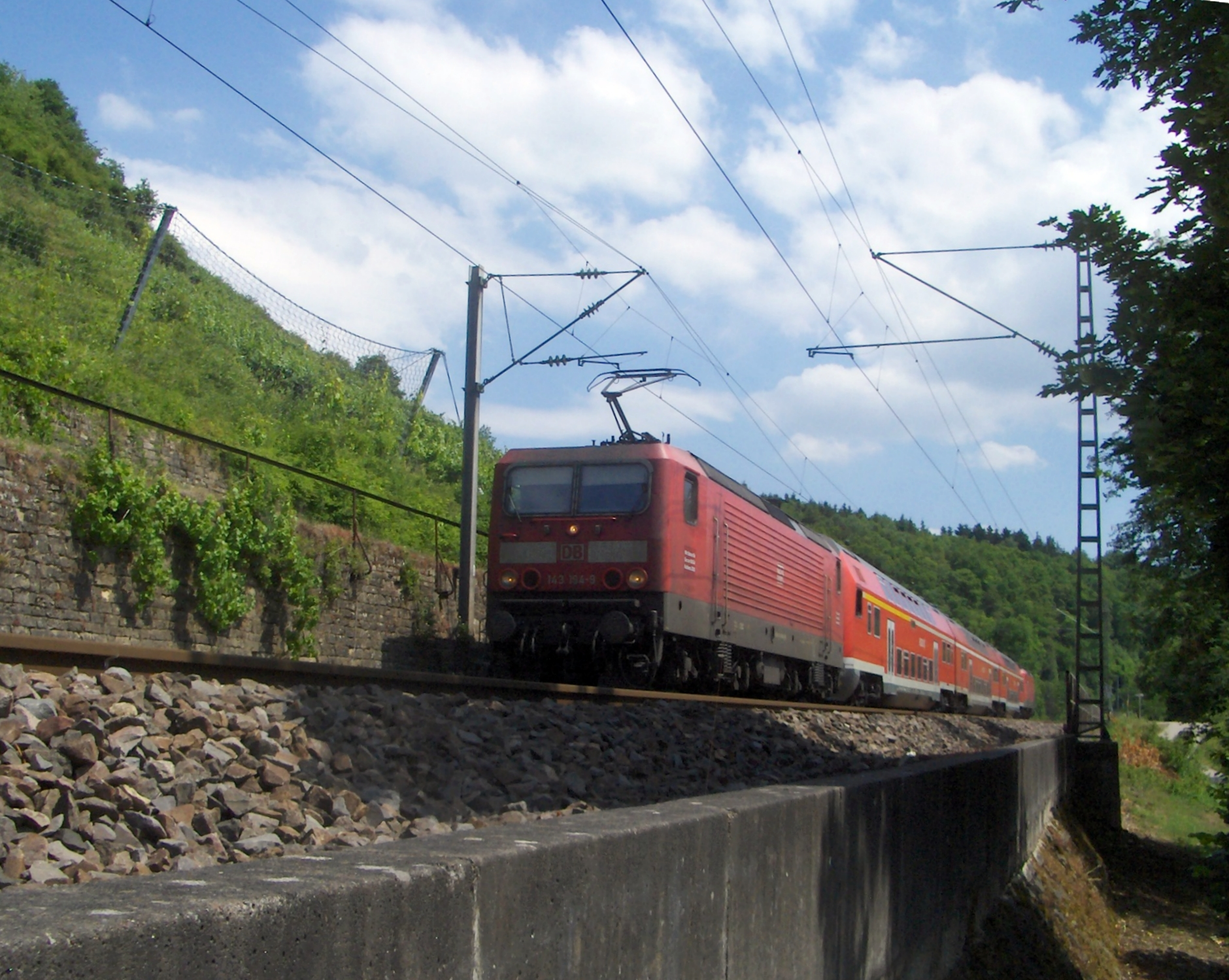
RB mit BR 143/Doppelstockwagen im Sommer 2011 bei Wehr (Mosel)

Nach dem Ende der Dampftraktion 1974 wurden auf der Strecke im Wesentlichen Lokomotiven der Baureihe 181 im Personen- und Güterverkehr eingesetzt. Im Güterverkehr kamen ebenfalls Trierer V160 zum Einsatz, in den 1970ern die Baureihe 216, ab den 1980ern dann die Baureihe 215. Im Personenverkehr kamen zudem Schienenbusse zum Einsatz und französische X 4300 der SNCF. 1996 wurden kurzzeitig Triebwagen der Baureihe 670 eingesetzt, die sich jedoch nicht bewährten.
Erst nach der Jahrtausendwende änderte sich der Fahrzeugeinsatz grundlegend. Im Personenverkehr wurden ausschließlich Triebwagen der Baureihe 425 und Baureihe 426 eingesetzt. Diese sollten 2010 durch die Baureihe 442 abgelöst werden. Da sie jedoch keine Zulassung des Eisenbahnbundesamtes erhielten, wurden Lokomotiven der Baureihe 143 mit älteren Doppelstockwagen eingesetzt. Französische X-73900-Triebwagen werden am Wochenende zwischen Trier und Metz eingesetzt.
Der Güterverkehr ist 2011 fest in der Hand von Mehrsystemfahrzeugen wie der deutschen Baureihe 185 und der französischen BB 37000. Das Umspannen im Rangierbahnhof Ehrang entfällt, da die Züge bis zum Rangierbahnhof Gremberg fahren.